# The Giant Mechanical Man
The Giant Mechanical Man es una película de comedia romántica de 2012.

## Sinopsis
La película cuenta la historia de un artista callejero (Chris Messina) y una trabajadora de zoológico (Jenna Fischer) que se enamora de él.

## Elenco
- Jenna Fischer como Janice.
- Chris Messina como Tim.
- Topher Grace como Doug.
- Malin Akerman como Jill.
- Lucy Punch como Pauline.
- Bob Odenkirk como Mark.
- Rich Sommer como Brian.
- Sean Gunn como George.
- Travis Schuldt como Hal Baker.

## Producción
La filmación comenzó en noviembre de 2010 en Detroit, Míchigan. La película está escrita y dirigida por Lee Kirk, esposo de Jena Fischer en la vida real.